# مامینگ
مامینگ (به آلمانی: Mamming) یک شهر در آلمان است که در بایرن واقع شده‌است.

## خصوصیات
مامینگ ۴۱٫۴۹ کیلومترمربع مساحت دارد ۳۶۸ متر بالاتر از سطح دریا واقع شده‌است.